# 卧底老板
《卧底老板》（Undercover Boss），是一個英國第四台在2009年開播的真人實境節目。2010年2月7日授權給美國哥倫比亞廣播公司（CBS）。每周跟拍一名各行業的管理階級（CEO、經理等），親自體驗該企業的基層工作，確認公司在基層的運作狀況，同時也會獎勵在基層遇見而有潛力的員工。

## 模式
每一集都會有一名公司的高階主管或擁有者進入到基層的工作地點，他們會進行偽裝，而劇組會向基層員工解釋他們其實是在製作一個對特定行業的紀錄片，或是一個獲得該公司工作機會的競賽，以合理化四周攝影機及偽裝過的執行長的出現。每次大約進行一至兩周，每一天都會在公司的不同營運地區進行不同的基層工作。當中除了製造節目效果之外，另一個重要的目的是瞭解基層狀況以及員工在工作上或私人的挑戰。在偽裝結束後，和偽裝主管一起工作過的員工會被要求至一個共同地點，通常是公司總部，這時主管會揭露其原本的身分，並對優良員工進行獎勵、升遷，對其他員工則提供訓練，極少數狀況下甚至會進行開除。時常也會對有困難而優秀的員工提供經濟援助。